# Талунг
Талунг (англ. Talung) — гора в  Гімалаях на території Непалу. Висота 7349 м н.р.м.
Першу спробу сходження на Талунг було здійснено у 1954 році. Вдруге альпіністи повернулися до гори майже через 10 років, але і ця спроба була невдалою. Через рік спробу повторили, але знов — невдача.. Спроба 1975 р. також не принесла успіху
Лише в 1991 р. вершина Талунга підкорилася впертим альпіністам Друге успішне сходження здійснено в 2002 р.
Цього року (2015) святкували перемогу і українські альпіністи Микита Балабанов і Михайло Фомін. Вони зійшли на вершину Талунга по північно-західному ребру-контрфорсу. 1700 м перепаду, протяжність близько 2000–2200 м, мікст М6, крига AI6, ІТО A3. На сходження двійка витратила 6 днів.